# 현도 나유선 묘소
현도 나유선 묘소(賢都 羅裕善 墓所)는 충청북도 청주시 서원구 현도면 양지리에 있다. 2017년 3월 17일 청주시의 향토유적 제152호로 지정되었다.

## 지정 사유
양산군수 재직시 통도사에서 사리 100과를 발견하여 세조에게 진상한 기록이 세조실록에 있다. 북이면 내추리 세거 파평윤씨와 혼인 후 안정나씨 청주 입향조가 되었다.